# Boiling Point: Road to Hell
Boiling Point: Road to Hell – gra komputerowa stworzona przez Deep Shadows i wydana w 2005 roku przez Atari. Boiling Point łączy mechanikę first-person shooterów ze stylem gry cRPG. Gra otrzymała przeciętne oceny recenzentów, uzyskując średni wynik 64,26% w agregatorze GameRankings.
Kontynuacją jest gra White Gold: War in Paradise (Xenus 2: Белое золото).